# جایزه انجمن منتقدان فیلم سن دیگو برای بهترین بازیگر نقش مکمل مرد
جایزه انجمن منتقدان فیلم سن دیگو برای بهترین بازیگر نقش مکمل مرد (به انگلیسی: San Diego Film Critics Society Award for Best Supporting Actor) یک جایزه فیلم سالانه است که برای تقدیر از عالی‌ترین دستاوردهای بازیگری مرد در فیلمسازی توسط انجمن منتقدان فیلم سن دیگو اهدا می‌شود.

## برندگان

### دهه ۱۹۹۰
| سال  | برنده             | فیلم         | نقش          |
| ---- | ----------------- | ------------ | ------------ |
| ۱۹۹۶ | آرمین مولر-اشتال  | درخشش        | دیوید هلفگات |
| ۱۹۹۷ | برت رینولدز       | شب‌های عیاشی  | جک هارنر     |
| ۱۹۹۸ | بیلی باب تورنتون  | یک نقشه ساده | جاکوب میچل   |
| ۱۹۹۹ | فیلیپ سیمور هافمن | بی‌عیب        | راستی زیمرمن |

### دهه ۲۰۰۰
| سال  | برنده             | فیلم                    | نقش            |
| ---- | ----------------- | ----------------------- | -------------- |
| ۲۰۰۰ | بنیسیو دل تورو    | قاچاق                   | خاویر رودریگز  |
| ۲۰۰۱ | بن کینگزلی        | جانور سکسی              | دون لوگان      |
| ۲۰۰۲ | کریس کوپر         | اقتباس                  | جان لاروش      |
| ۲۰۰۳ | جایمن هانسو       | در آمریکا               | متئو           |
| ۲۰۰۴ | فیل دیویس         | ورا دریک                | استن           |
| ۲۰۰۵ | جفری رایت         | گل‌های پرپر              | وینستون        |
| ۲۰۰۶ | ری وینستون        | گزاره                   | کاپیتان استنلی |
| ۲۰۰۷ | تامی لی جونز      | جایی برای پیرمردها نیست | اد تام بل      |
| ۲۰۰۸ | هیث لجر پس از مرگ | شوالیه تاریکی           | جوکر           |
| ۲۰۰۹ | کریستف والتس      | حرامزاده‌های لعنتی       | هانس لاندا     |

### دهه ۲۰۱۰
| سال  | برنده            | فیلم                             | نقش              |
| ---- | ---------------- | -------------------------------- | ---------------- |
| ۲۰۱۰ | جان هاکس         | زمستان استخوان‌سوز                | تیِردراپ          |
| ۲۰۱۱ | نیک نولتی        | مبارز                            | پدی کانلن        |
| ۲۰۱۲ | کریستف والتس     | جنگوی زنجیرگسسته                 | دکتر کینگ شولتس  |
| ۲۰۱۳ | جرد لتو          | باشگاه خریداران دالاس            | رایون            |
| ۲۰۱۴ | مارک رافلو       | فاکس‌کچر                          | دیو شولتز        |
| ۲۰۱۵ | تام نونان        | انومالیسا                        | شخصیت‌های گوناگون |
| ۲۰۱۶ | ماهرشالا علی     | مهتاب                            | خوآن             |
| ۲۰۱۶ | بن فاستر         | اگر سنگ از آسمان ببارد           | تانر هووارد      |
| ۲۰۱۷ | سم راکول         | سه بیلبورد خارج از ابینگ، میزوری | جیسون دیکسون     |
| ۲۰۱۸ | تیموتی شالامی    | پسر زیبا                         | نیکولاس «نیک» شف |
| ۲۰۱۸ | ریچارد ئی. گرانت | هرگز می‌توانی مرا ببخشی؟          | جک هاک           |
| ۲۰۱۹ | جو پشی           | مرد ایرلندی                      | راسل بوفالینو    |
| ۲۰۱۹ | برد پیت          | روزی روزگاری در هالیوود          | کلیف بوث         |

### دهه ۲۰۲۰
| سال  | برنده    | فیلم      | نقش |
| ---- | -------- | --------- | --- |
| ۲۰۲۰ | پال ریسی | صدای متال | جو  |